# Saint-Georges-sur-Allier
Saint-Georges-sur-Allier é uma comuna francesa na região administrativa de Auvérnia-Ródano-Alpes, no departamento Puy-de-Dôme. Estende-se por uma área de 9,4 km². Em 2010 a comuna tinha 1 274 habitantes (densidade: 135,5 hab./km²).